# Blohm & Voss BV 143
Die Blohm & Voss BV 143 war eine bei der Fa. Blohm & Voss entwickelte Gleitbombe, die aus der Luft bzw. später von Land (Katapult) aus gegen Schiffsziele eingesetzt werden sollte.
Die Besonderheit dieser Gleitbombe bestand im Flugprofil. Aus diesem Grund wurde die Gleitbombe auch gelegentlich als „Überwassertorpedo“ bezeichnet.
Die durch ein kurzzeitig wirkendes Walter-Raketentriebwerk angetriebene kreiselstabilisierte Gleitbombe sollte von einem Trägerflugzeug in einiger Entfernung vom Ziel abgeworfen und nach einem mit Variometer gesteuerten Gleitflug knapp über der Wasseroberfläche durch einen mechanischen Fühler abgefangen werden sowie dann in geringer Höhe über der Wasseroberfläche das Ziel (Schiff) anfliegen.
Zu Beginn der Entwicklung sollte die Zielansteuerung nur durch die kreiselstabilisierte Flugbahn sichergestellt werden. Bei der Erprobung zeigte sich jedoch, dass die Seitenabweichung nicht in den notwendigen Grenzen gehalten werden konnte. Aus diesem Grund wurde in der weiteren Entwicklung auch über den Einbau einer Fernlenkung bzw. auch über die Verwendung von Zielsuchgeräten (Kontrast- bzw. Lichtsteuerungen, Infrarotsteuerungen wie das Gerät „Hamburg“) sowie einer Fernsehlenkung nachgedacht, jedoch wurden diese Ideen nicht mehr praktisch erprobt.
Das Abfangen des Flugkörpers kurz über der Wasseroberfläche konnte während der gesamten Entwicklung nicht befriedigend gelöst werden. Die Entwicklung wurde ab 1942 ohne kriegswichtige Priorität weitergeführt und Mitte 1943 eingestellt.

## Baureihen
- BV 143 V-Muster (für die Abwurferprobung)
- BV 143 A (nur Windkanalmodell)
- BV 143 A-2 (Katapultgerät mit Anschütz-Steuerung)
- BV 143 A-3 (Katapultgerät mit Askania-Steuerung)
- BV 143 B (vollkommen überarbeitet Neukonstruktion)

## Technische Daten
BV 143 V-Muster:
Spannweite: 3,30 m
Länge: 5,98 m
BV 143 A (hochgerechnet aus dem Windkanalmodell):
Spannweite: 3,05 m
Länge: 6,90 m
BV 143 Katapultgeräte (A-2/A-3):
Spannweite: 3,20 m
Länge: 6,22 m
BV 143 B:
Spannweite: 2,52 m
Länge: 5,18 m
Gewichte beziehen sich auf die BV 143 V-Muster
Leergewicht: 407,5 kg
Treibstoff: 165,5 kg (Brennstoff 150 kg + Luft und Zusatz 15,5 kg)
Sprengladung: 500 kg, (BV 143B: 1000 kg)
Gesamtgewicht: 1073 kg